# Pio V. Corpuz
Pio V. Corpuz is een gemeente in de Filipijnse provincie Masbate op het gelijknamige eiland Masbate. Bij de census van 2020 telde de gemeente bijna 24 duizend inwoners.

## Geografie

### Bestuurlijke indeling
Pio V. Corpuz is onderverdeeld in de volgende 18 barangays:
| - Alegria - Buenasuerte - Bugang - Bugtong - Bunducan - Cabangrayan - Calongongan - Casabangan - Guindawahan | - Labigan - Lampuyang - Mabuhay - Palho - Poblacion - Salvacion - Tanque - Tubigan - Tubog |

### Bevolkingsgroei
Pio V. Corpuz had bij de census van 2020 een inwoneraantal van 23.744 mensen. Dit waren 508 mensen (2,19%) meer dan bij de vorige census van 2015. Ten opzichte van de census van 2000 was het aantal inwoners gegroeid met 2.225 mensen (10,34%). De gemiddelde jaarlijkse groei in die periode kwam daarmee uit op 0,49%, hetgeen lager was dan het landelijk jaarlijks gemiddelde over deze periode (1,79%).

De bevolkingsdichtheid van Pio V. Corpuz was ten tijde van de laatste census, met 23.744 inwoners op 89,33 km², 265,8 mensen per km².